# كزافييه هنري
كزافييه هنري (بالإنجليزية: Xavier Henry)‏ مواليد 15 مارس 1991 في غنت، هو لاعب كرة سلة محترف أمريكي بدأ مسيرته الاحترافية في سنة 2010 حيث تم اختياره من قبل فريق ميمفيس غريزليس خلال الدرافت، ويحمل الرقم 8. يبلغ طوله 6 قدم 6 بوصة (2.0 م).

## فرق لعب لها
- ميمفيس غريزليس
- نيو أورلينز بيليكانز
- لوس أنجلوس ليكرز

## إحصائيات المسيرة

### الرابطة الوطنية لكرة السلة

#### الموسم الاعتيادي
| السنة   | الفريق               | لعب | بدأ | دقيقة | ميداني% | ثلاثية | حرة  | ارتداد | صنع | استلاب | تصدي | نقطة |
| ------- | -------------------- | --- | --- | ----- | ------- | ------ | ---- | ------ | --- | ------ | ---- | ---- |
| 2010–11 | ميمفيس غريزليس       | 38  | 16  | 13.9  | .406    | .118   | .635 | 1.0    | .5  | .3     | .1   | 4.3  |
| 2011–12 | نيو أورلينز بيليكانز | 45  | 0   | 16.9  | .395    | .412   | .612 | 2.4    | .8  | .6     | .2   | 5.3  |
| 2012–13 | نيو أورلينز بيليكانز | 50  | 2   | 12.5  | .410    | .364   | .630 | 1.8    | .3  | .3     | .1   | 3.9  |
| 2013–14 | لوس أنجلوس ليكرز     | 43  | 5   | 21.1  | .417    | .346   | .655 | 2.7    | 1.2 | 1.0    | .2   | 10.0 |
| 2014–15 | لوس أنجلوس ليكرز     | 9   | 0   | 9.6   | .231    | .000   | .583 | .4     | .3  | .3     | .0   | 2.2  |
| المسيرة |                      | 185 | 23  | 15.7  | .406    | .325   | .635 | 1.9    | .6  | .5     | .1   | 5.7  |

## روابط خارجية
- كزافييه هنري على موقع إن بي أي (الإنجليزية)
- كزافييه هنري على موقع سبورتس رفرنس (الإنجليزية)
- كزافييه هنري على موقع كرة السلة الأوروبية.كوم (الإنجليزية)
- كزافييه هنري على موقع كلية كرة السلة في سبورتس رفرنس.كوم (الإنجليزية)
- كزافييه هنري على موقع ريلجم (الإنجليزية)
- كزافييه هنري على موقع بروبوليرز (الإنجليزية)
- كزافييه هنري على موقع سبورتس رفرنس (الإنجليزية)